# Krampus

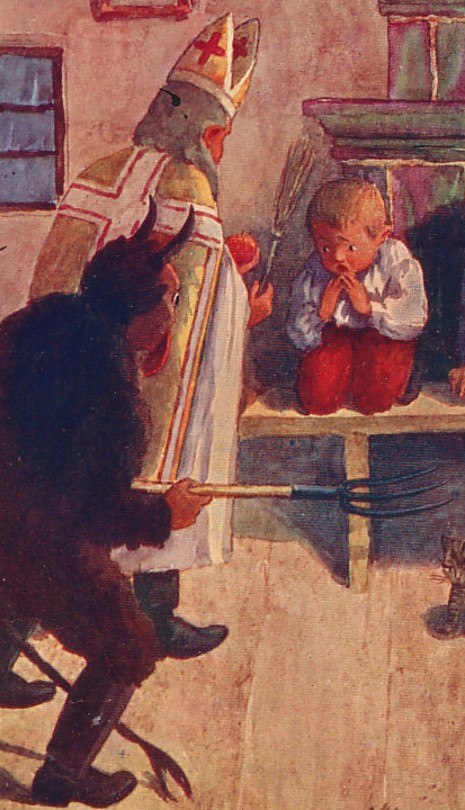
Ilustração de 1900 de São Nicolau e Krampus a visitar uma criança.

Krampus é uma criatura mitológica que acompanha São Nicolau durante a época do Natal, segundo lendas de várias regiões do mundo. A palavra Krampus vem de Krampen, palavra para "garra" do alto alemão antigo. Nos Alpes, Krampus é representado por uma criatura semelhante a um demônio. O Krampus avisa e pune as más crianças. Tradicionalmente, rapazes se vestem de Krampus nas duas primeiras semanas de dezembro, particularmente no anoitecer de 5 de dezembro, e vagam pelas ruas assustando crianças com correntes e sinos enferrujados. Em algumas áreas rurais, a tradição também inclui surras aplicadas pelo Krampus.
As fantasias modernas de Krampus consistem em uma Larve (máscaras de madeira), pele de ovelha e chifres. A manufatura das máscaras artesanais demanda um esforço considerável, e vários jovens em comunidades rurais competem nos eventos do Krampus.
Em Oberstdorf, no sudoeste da parte alpina da Baviera, a tradição do der Wilde Mann ("o homem selvagem") é mantida viva. Ele é como o Krampus (exceto pelos chifres), veste peles e assusta crianças (e adultos) com suas correntes e sinos enferrujados, mas não é um assistente de São Nicolau.
Em 9 de dezembro de 2009, Krampus foi apresentado no Colbert Report. Também apareceu no episódio A Very Venture Christmas, o especial de natal de The Venture Bros.

## Fragmento da tradição no Brasil

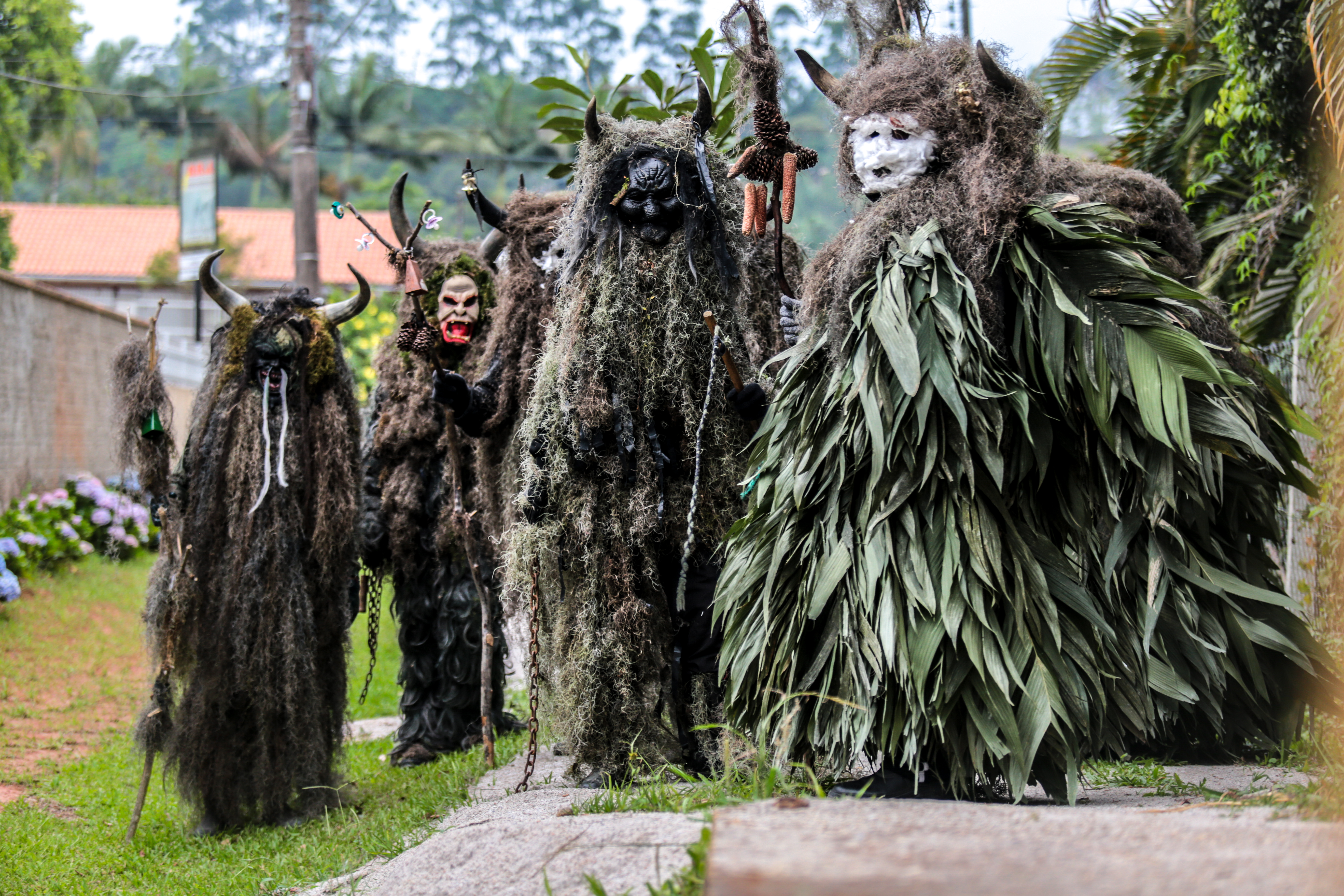
Pelznickel

No Brasil, há resquícios dessa tradição em Santa Catarina, no Vale do Itajaí. Na cidade de Guabiruba, por exemplo, é chamado 'Pensinique' (deturpação de Pelznickel, nome utilizado ao Sul da Alemanha). Aparece vestido em roupa velha e sacos de juta, tem cabelo de palha, carrega um saco nas costas como o Papai Noel. Nesta trouxa ou saco, possui instrumentos para assustar as crianças más, e às muito más ameaça levar embora no saco.
Tal figura nunca chegou a ser comum, mas era mais recorrente para julgar e punir crianças até a década de 1950. Os ainda remanescentes, ao começo de dezembro ainda arrastam correntes ao caminhar, gritam no meio do mato, e saem dele no dia de confrontar as crianças más, no Dia de São Nicolau ou próximo. Em casos extremos, a criança recebe visita, ou ouve gritos no mato, quando incomoda o Pensinique antes mesmo dessa data, e, ainda, alguns pais citam que 'vão contar' sobre o comportamento da criança ao Pensinique, ou o chamam antes da data. Mas, crianças que não respondem aos pais, não mentem e não são más, mesmo nas regiões em que o Pensinique ainda aparece, nunca chegaram a ver sua figura.

## Galeria

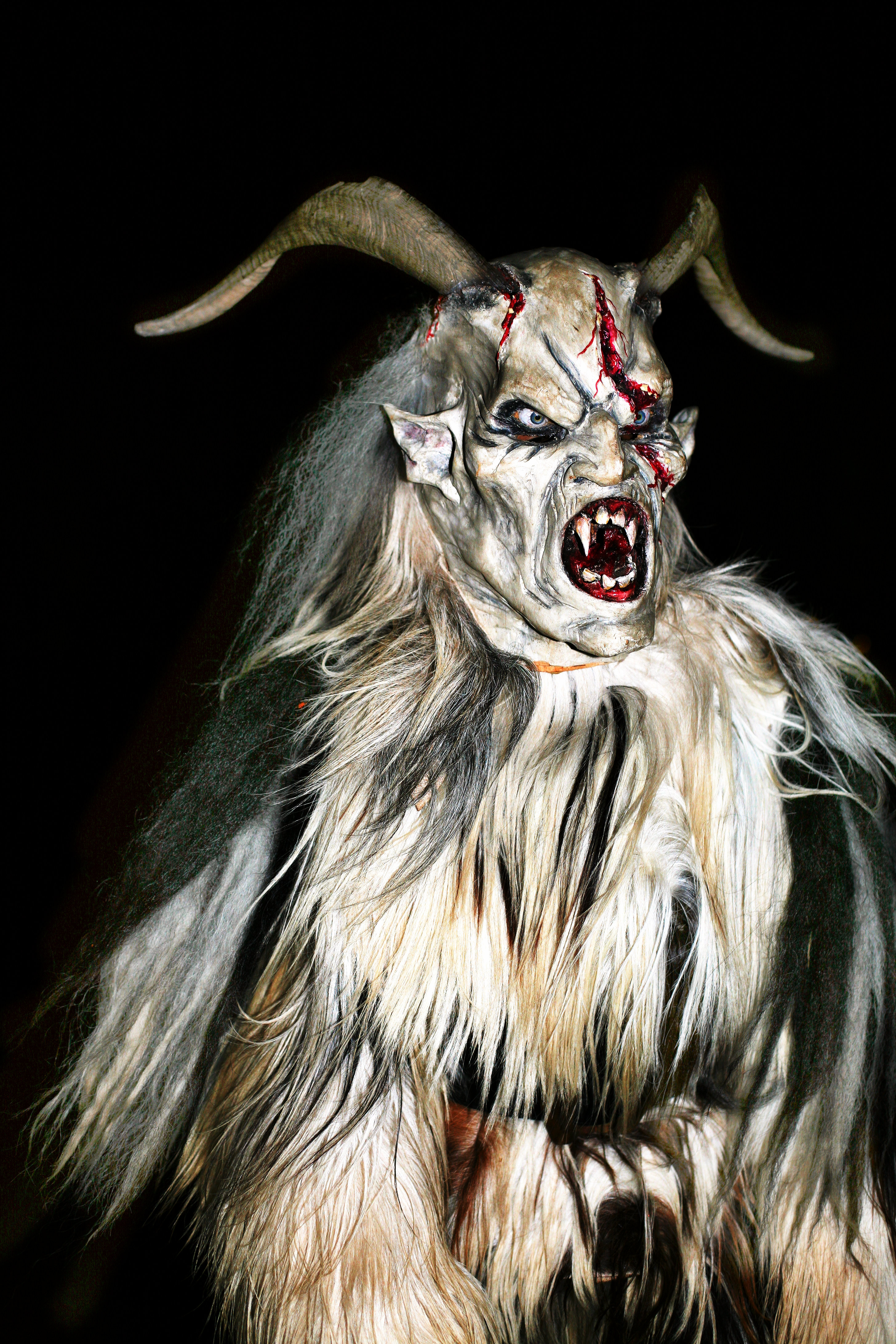
Krampus em Salzburgo, na Áustria
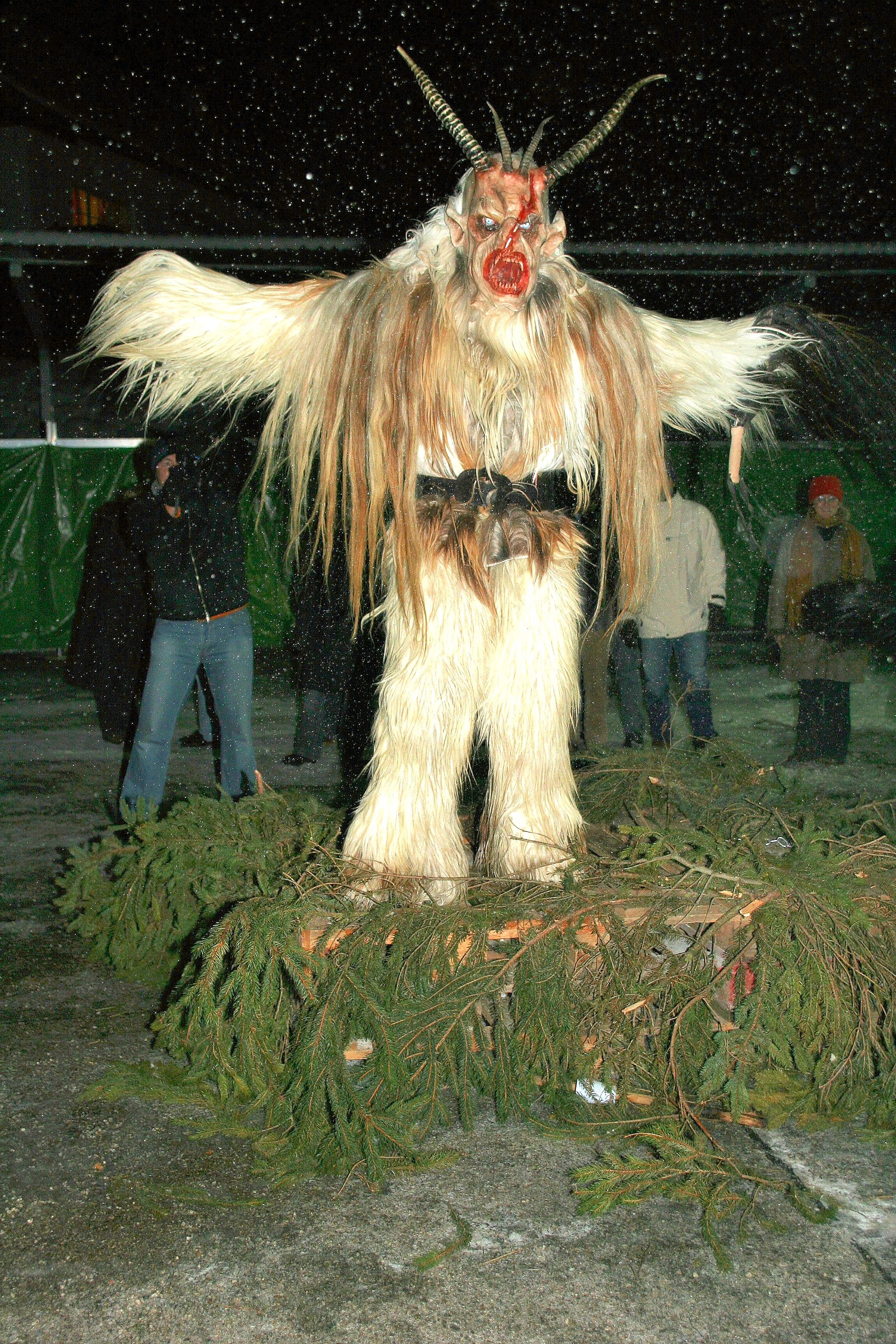
Krampus em Salzburgo, na Áustria
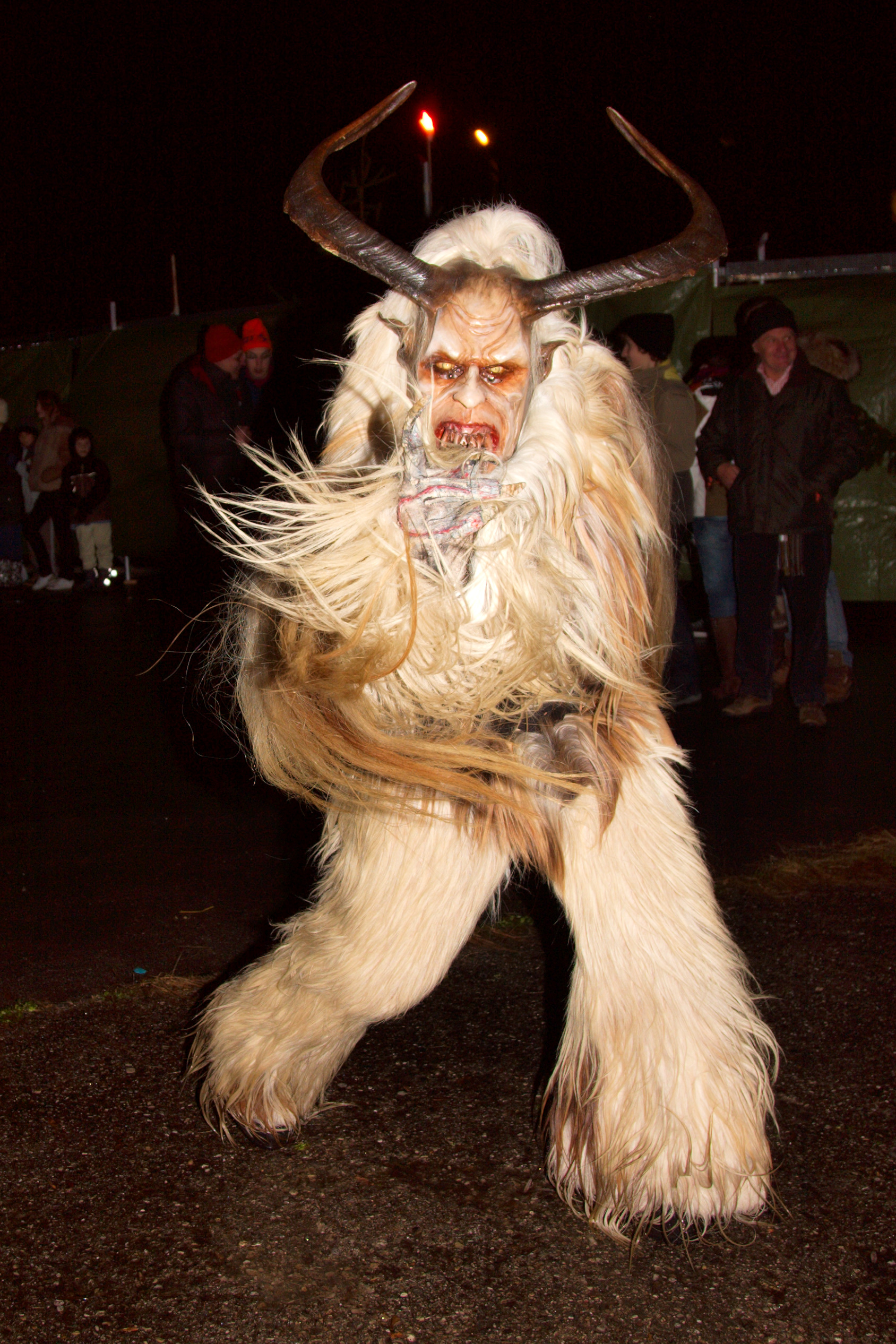
Krampus em Salzburgo, na Áustria